# Сан-Карлос (Аризона)
Сан-Карлос (англ. San Carlos) — переписна місцевість (CDP) в США, в окрузі Гіла штату Аризона. Населення — 3987 осіб (2020).

## Географія
Сан-Карлос розташований за координатами 33°20′59″ пн. ш. 110°28′5″ зх. д. / 33.34972° пн. ш. 110.46806° зх. д. (33.349649, -110.468000).  За даними Бюро перепису населення США в 2010 році переписна місцевість мала площу 22,23 км², з яких 22,21 км² — суходіл та 0,01 км² — водойми.

## Демографія
Згідно з переписом 2010 року, у переписній місцевості мешкало 4038 осіб у 923 домогосподарствах у складі 765 родин. Густота населення становила 182 особи/км².  Було 998 помешкань (45/км²).
Расовий склад населення:
| - 97,2 % — корінних американців - 1,8 % — білих - 0,1 % — чорних або афроамериканців |

До двох чи більше рас належало 0,8 %. Частка іспаномовних становила 2,9 % від усіх жителів.
За віковим діапазоном населення розподілялося таким чином: 38,3 % — особи молодші 18 років, 55,8 % — особи у віці 18—64 років, 5,9 % — особи у віці 65 років та старші. Медіана віку мешканця становила 24,7 року. На 100 осіб жіночої статі у переписній місцевості припадало 96,8 чоловіків;  на 100 жінок у віці від 18 років та старших — 93,0 чоловіків також старших 18 років.
Середній дохід на одне домашнє господарство  становив 33 494 долари США (медіана — 25 363), а середній дохід на одну сім'ю — 34 847 доларів (медіана — 25 539). За межею бідності перебувало 55,7 % осіб, у тому числі 65,6 % дітей у віці до 18 років та 47,3 % осіб у віці 65 років та старших.
Цивільне працевлаштоване населення становило 861 осіб. Основні галузі зайнятості: освіта, охорона здоров'я та соціальна допомога — 28,7 %, мистецтво, розваги та відпочинок — 22,5 %, публічна адміністрація — 15,7 %.